# Hans Öberg
Hans "Stöveln" Andreas Öberg, född 21 november 1926, död 9 mars 2009 i Heliga Trefaldighets församling, Gävle, var en svensk sportutövare i Gävle. Han var vänsterforward i ishockey, och spelade 162  A-landskamper som gav honom 2 världsmästerskap (1953 och 1957), flera Europamästerskap och ett OS-brons.
Med Gävle GIK blev han svensk mästare i ishockey säsongen 1956/1957. "Stövelns" tröja hänger numera i Gävle GIK:s hemmarink Nynäshallen i Gävle. Totalt spelade han 22  säsonger för klubben.
Han spelade även bandy,och där blev han  svensk mästare med Skutskärs IF säsongen 1959. Han spelade fotboll för Gefle IF och spelade även handboll som ung.
Öberg vann Guldpucken 1957, som säsongens främste spelare i Elitserien i ishockey och Sveriges herrlandslag i ishockey. Han har Stora Grabbars Märke inom ishockey nummer 34 och var vid sidan av Sven Tumba  en av de främsta spelarna i Tre Kronor under 1950-talet.
Hans "Stöveln" Öberg var äldre bror till Carl-Göran "Lillstöveln" Öberg, som även han var landslagsman i ishockey.
Förutom idrottskarriären var han sedan 1959 en framgångsrik handlare inom sportartiklar i Gävle. Firman, Stöveln Öbergs cykel- och sportaffär, har sin butik i Hemlingby köpcentrum i utkanten av Gävle. Butiken har sedermera tagits över av sönerna Mats-Olov och Hans-Göran.
Hans Öberg avled den 9 mars 2009 och är begravd på Skogskyrkogården i Gävle.